# Kinin
Kinín  je alkaloid iz kininovca za preprečevanje in zdravljenje malarije. Deluje tudi protibolečinsko, nima pa vpliva na povišano telesno temperaturo.
Kinin je bil prvo zdravilo, ki se je uspešno uporabljalo za zdravljenje malarije; uporabljati so ga začeli v 17. stoletju. Status najpomembnejšega zdravila proti malariji je ohranil vse do 40-ih let 20. stoletja, ko so ga nadomestila druga zdravila z manj neželenimi učinki, na primer klorokin. Dandanes so na tržišču številna zdravila za zdravljenje malarije in kinin sicer ni več zdravilo izbora; prednost imajo artemisin in njegovi derivati. Še vedno pa se uporablja intravensko v začetnem zdravljenju težke oblike malarije, ki jo je povzročil Plasmodium falciparum, derivati artemisinina v začetnem zdravljenju se priporočajo le v primeru odpornosti proti kininu.

## Neželeni učinki
Kinin je zelo grenak in povzroča t. i. kinhonizem (slabost, bruhanje, tinitus in naglušnost). Motnje sluha so običajno odvisne od odmerka in povratne. Pojavijo se lahko tudi vrtoglavica, driska, motnje vida, v hudi obliki tudi izguba vida. Če se kinin injicira prehitro, lahko pride do padca krvnega tlaka. Po intravenskem injiciranju lahko nastopi tudi venska tromboza. Intramuskularna uporaba povzroča bolečine, lahko nastanejo tudi ognojki. Pogosto povzroča hipoglikemijo, kar je težava zlasti pri nosečnicah. Redkejši, a nevarni neželeni učinki so izpuščaj, astma, trombocitopenija, jetrna okvara in psihoza.